# Протетичні звуки в праслов'янській мові
Протети́чні зву́ки в праслов'я́нській мо́ві — такі звуки, що виникли через дію закону відкритого складу, щоб уникнути зіяння. Фонетичний процес полягав у появі протези на початку слова перед голосними. Зазвичай, це звуки [i̯] та [u̯].

## Історія

### Передумови
У праслов'янській мові завжди були слова, що починалися з голосного. Це не викликало якихось труднощів, але, коли почав діяти закон відкритого складу, відпали кінцеві приголосні, тому зіяння неабияк поширилося, ускладнивши вимову. Тим паче, що зіяння вступало в суперечність із законом відкритого складу, головним виявленням якого було розміщення всіх звуків у складі за висхідною артикуляцією. Вимова поряд двох голосних порушувала основну властивість фонетичної системи спільнослов'янської мови, цим і зумовлено розвиток протетичних приголосних, що усунув міжслівне зіяння.
Не всі мовознавці пояснюють появу протетичних звуків однаково. Так, О. О. Шахматов, як і П. Ф. Фортунатов, уважав, що їх вимовляли з гортанним придихом, який згодом розвинувся в самостійний звук. Поширенішою є точка зору В. Вондрака, Г. А. Ільїнського, А. Мейє, Ф. Травнічка, згідно з якою початкові приголосні — це все ж протеза. А. Мартіне й Е. Петрович заперечують у появі протези вирішальне значення тенденції усувати зіяння, а вбачають у ній лише другорядну, допоміжу функцію. Гіпотеза, за якою появу протетичних приголосних у мові пов'язано з делабіалізацією початкових голосних і з пересувом палаталізації, видається подекуди безумовно продуктивною й доповнює теорію зіяння, але вона неспроможна пояснити деяких фактів, зокрема наявності в позиції перед [а] та [u].
Наразі питання відсутності протези перед [а] та [е] у сполучниках, частках і вигуках досі в науці не розв'язано. На думку П. Ф. Фортунатова, у займенникових основах ще на спільноіндоєвропейськім рівні вимовлявся придиховий [h]: hă, hā, hĕ. Таким чином слова прикривав придиховий [h], а отже, не було умов для появи протези, а коли придих занепав, закон відкритого складу вже перестав діяти: укр. а, еге, ех тощо. Але всі дані П. Ф. Фортунова й О. О. Шахматова, на які вони посилалися, не вагомі.

### Сонант [ i̯ ]
Протетичний [i̯] виникав перед голосними переднього ряду:
- іє. *ĕsmĭ → прасл. *ĕsmь → *i̯ĕsmь → *jĕsmь →… укр. є;
- іє. *ĕĝʰis → прасл. *ežь → *i̯ĕžь → *jĕžь →… укр. їж;
- іє. *ĭmām → прасл. *ьmǫ → *i̯ьmǫ → *jьmǫ →… укр. іму / йму;
- іє. *αĝʰ- → прасл. *ьz → *i̯ьz → *jьz →… укр. із / з;
- іє. *āgu̯ʰ-no-s → прасл. *āgnъ → *i̯āgnę → *jagnę →… укр. ягня;
- іє. *oiĝʰ- → прасл. *ĕzva → *i̯ĕzva → *jĕzva →… укр. язва;
- іє. *ēĝʰ- → прасл. *ĕzъ → *i̯аzъ → *jаzъ →… укр. я;
- іє. *ed- → прасл. *ēdti → *ēsti → *ĕsti → *i̯ĕsti → *jĕsti →… укр. їсти;
- іє. *enk- → прасл. *i̯enk- → *i̯ęk- → *jęčati →… укр. ячати;
- іє. *aitr- → прасл. *intr-(iti)- → *i̯entro- → *i̯ętro- → *jętro- →… укр. ятрити;
- іє. *oidos → прасл. *ĕdъ → *i̯аdъ → *jаdъ →… заст. укр. яд.

Ця протеза виникла раніше носових голосних, тому в таких словах як прасл. *i̯ętro- або прасл. *i̯ęčati слід розгладати протезу не перед *ę, а перед *е. Винятком є болгарська мова (і дещо російська), де досі спостережено варіанти болг. агне — ягне, аз — яз, абълка — ябълка.
Сонант [i̯] виникав і перед [u], хоча дуже рано в цій позиції почав занепадати, як припускають, «фонетичним шляхом у деяких синтаксичних умовах, що досі не визначено». Процес утрати [i̯] перед [u] був закономірний для східнослов'янських мов: д.-рус. оугоу, оунии, оунъ, оунєць, оуноша, унъ. Решта слов'янських мов протезу зберігали, хоч були винятки. Проте згодом під впливом старослов'янської мови приставний [i̯] знову поширився, хоч і непослідовно: укр. юний, юнак, утро / ютро, рос. юный, союз, ужин, уха, узы, біл. юны, юнак. У занепаді [i̯] перед [u] відбилася тенденція в слов'янських мовах сполучати цей [i̯] → [j] із наступним голосним переднього, а не заднього ряду.

### Сонант [ u̯ ]
Протетичний [u̯] виникав перед голосними заднього ряду:
- іє. *uṇ- → прасл. *ъn → *u̯ъ(n) → *vъ →… укр. у / в;
- іє. *ŭs- → прасл. *ъšь → *u̯ъšь → *vъšь →… укр. воша;
- іє. *ūdrā → прасл. *ydrā → *u̯ydrā → *vydrā →… укр. видра;
- іє. *ūdmen- → прасл. *ymę → *u̯ymę → *vymę →… укр. вим'я;
- іє. *aui̯o- → прасл. *ui̯ь → *u̯ui̯ь → *vujь →… укр. вуй;
- іє. *ātrā → прасл. *u̯ātrā → *vātrā →… укр. ватра;
- іє. *angŭlŏs → прасл. *ǫgъlъ → *u̯ǫgъlъ → vǫgъlъ →… укр. вугол;
- іє. *anĝ- → прасл. *ǫzъkъ, *ǫzъ → *u̯ǫzъkъ, *u̯ǫzъ → *vǫzъkъ, *vǫzъ →… укр. вузький;
- іє. *ōi-i̯o- → прасл. *ai̯ьce → *u̯ai̯ьce → *vajьce.

Завдяки сонантові [u̯] у сучасних слов'янських мовах відсутні слова, що починались би на [y] чи [ъ].

### Інші
У слов'янських мовах відомі й інші другорядні звуки на початку слів, частіше це [g], [h], пор. укр. гусениця, пол. gąsienica. Зовсім рідко знаходимо [r]: д.-рус. рѫтробы.

## Наслідок
Виникнення протетичних приголосних ще на спільнослов'янському ґрунті пояснює те, що в усіх сучасних слов'янських, окрім болгарської, мовах усі слова, що починаються на [а] та [е] (окрім сполучників, часток і вигуків), належать не до споконвічно слов'янських, а до пізніших запозичень, наприклад: укр. атом, автор, агент, етика, ера, електрика тощо.